# ريغي أوستين
ريغي أوستين (بالإنجليزية: Reggie Austin)‏ هو لاعب كرة قدم أمريكية أمريكي، ولد في 21 يناير 1977 في أتلانتا في الولايات المتحدة.

## وصلات خارجية
- ريغي أوستين على موقع الاتحاد الدولي لألعاب القوى (الإنجليزية)
- ريغي أوستين على موقع مرجع كرة القدم المحترفة.كوم (الإنجليزية)